# Galápagosvråk
Galápagosvråk (Buteo galapagoensis) är en fågel i familjen hökar inom ordningen hökfåglar. Fågeln är begränsad till Galápagosöarna, där beståndet anses vara stabilt. 

## Utseende
Galápagosvråken är en stor (45–56 cm) och mörk vråk med rätt lång stjärt och långa breda vingar. Adulta fåglar är sotbruna. Stjärten är grå med smala svarta band. Ungfågeln är brunare i fjäderdräkten med rikliga vita och beigefärgade fläckar.

## Utbredning och systematik
Fågeln förekommer enbart i Galápagosöarna. Den behandlas som monotypisk, det vill säga att den inte delas in i några underarter.

### Släktskap
Tidigare ansågs galápagosvråken vara besläktad med vitstjärtad vråk, men flera genetiska studier visar dels att dessa inte alls är nära släkt, dels att galápagosvråken istället står mycket nära prärievråken (B. swainsoni). 
Enligt en studie från 2006 koloniserade förfadern till galápagosvråken ögruppen vid ett enda tillfälle. Av alla studerade fågelpopulationer uppvisar individerna emellan minst genetisk variation.

## Status
Galápagosvråken har en mycket liten världspopulation uppskattad till endast mellan 270 och 330 vuxna individer. Populationen tros dock vara stabil. Internationella naturvårdsunionen IUCN kategoriserar arten som sårbar.

## Bilder

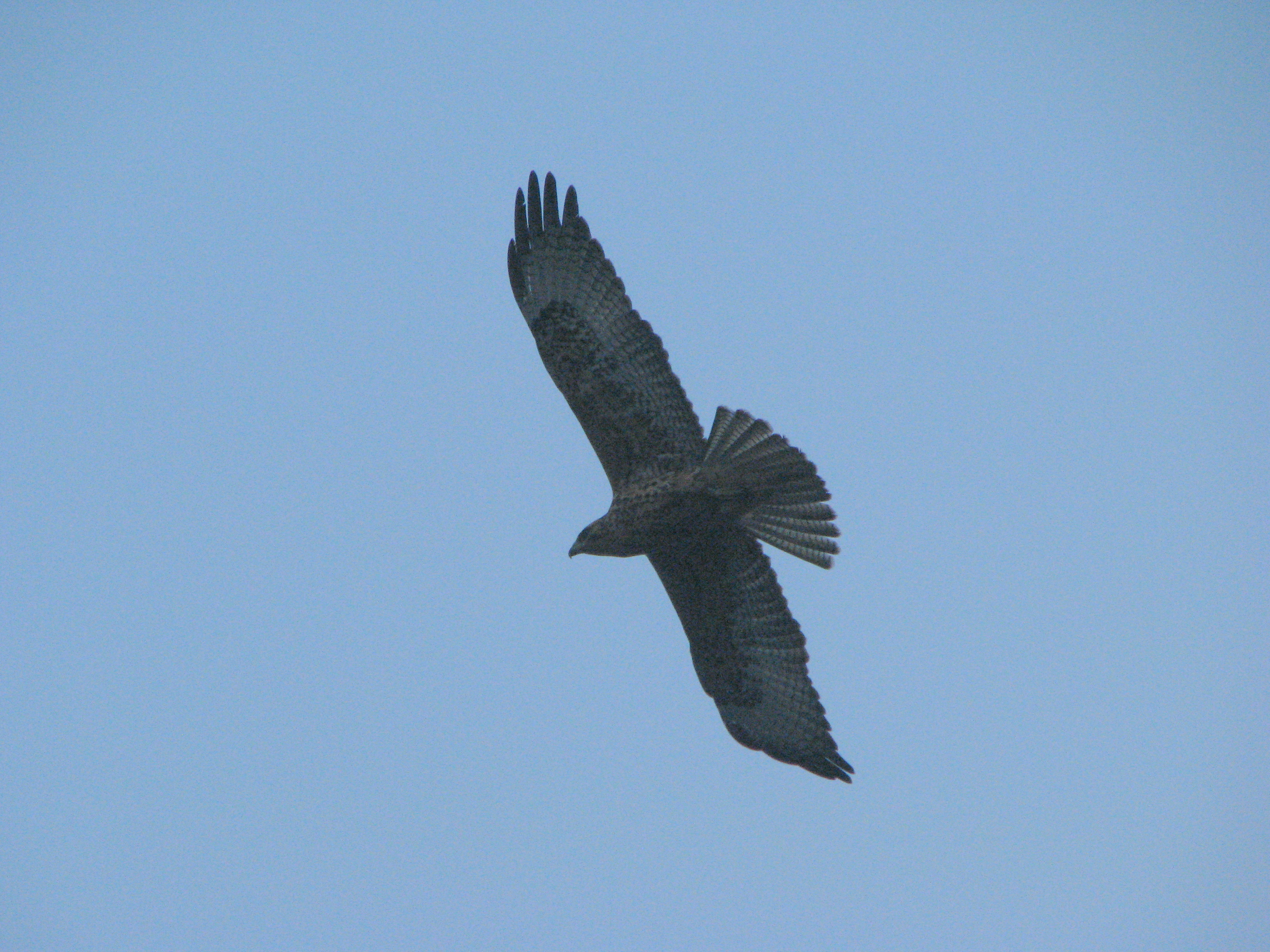
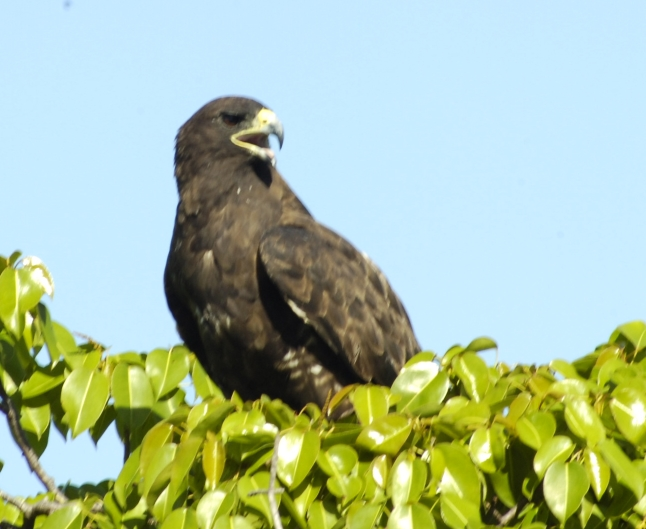
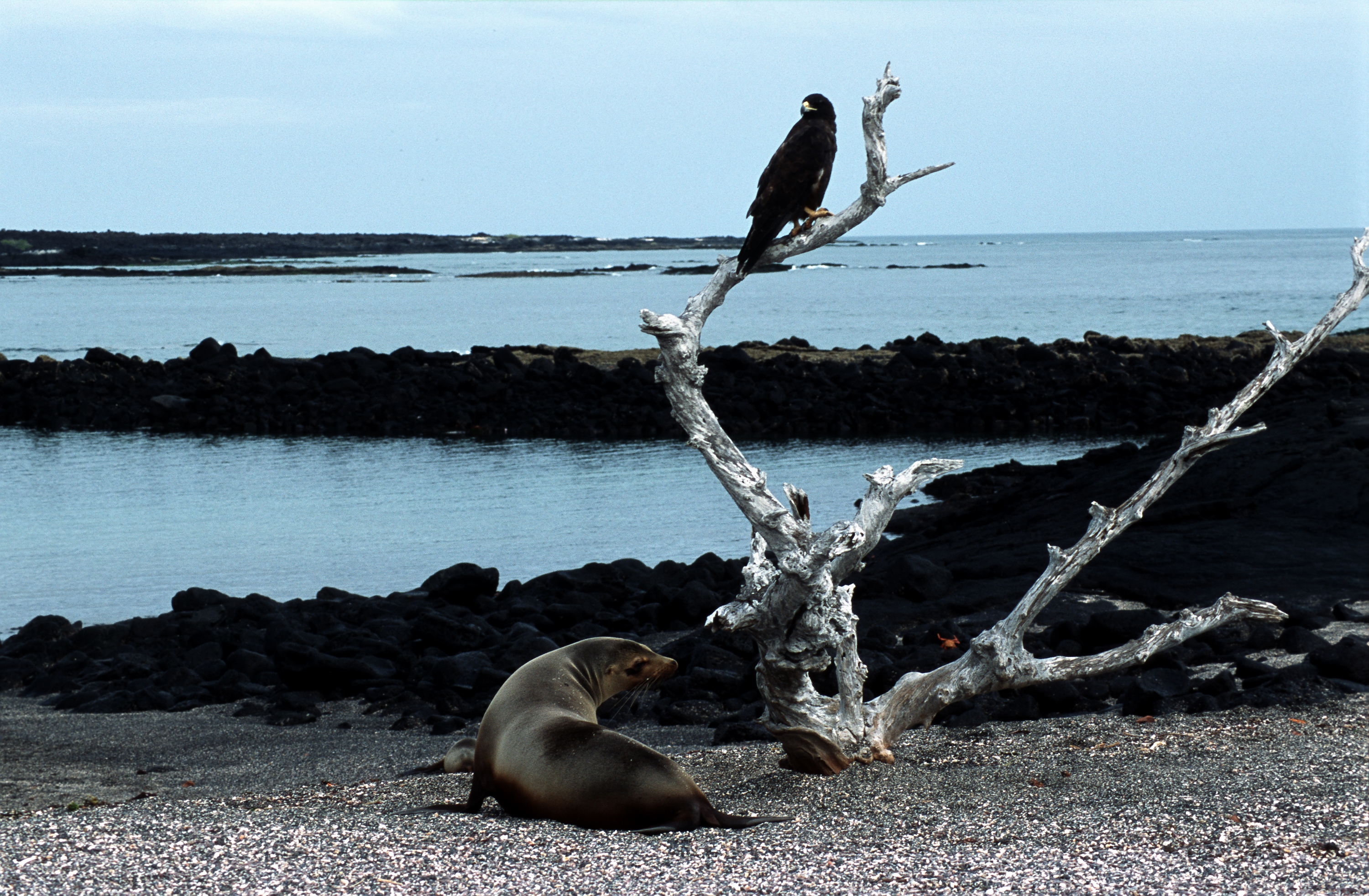
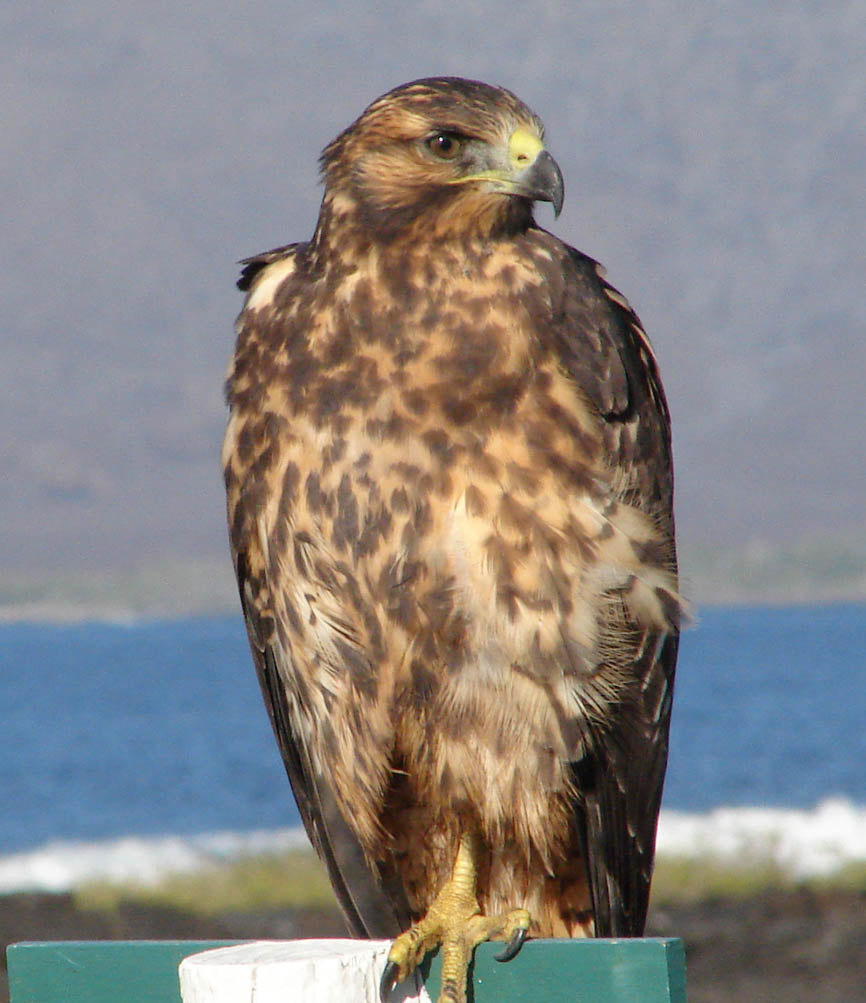
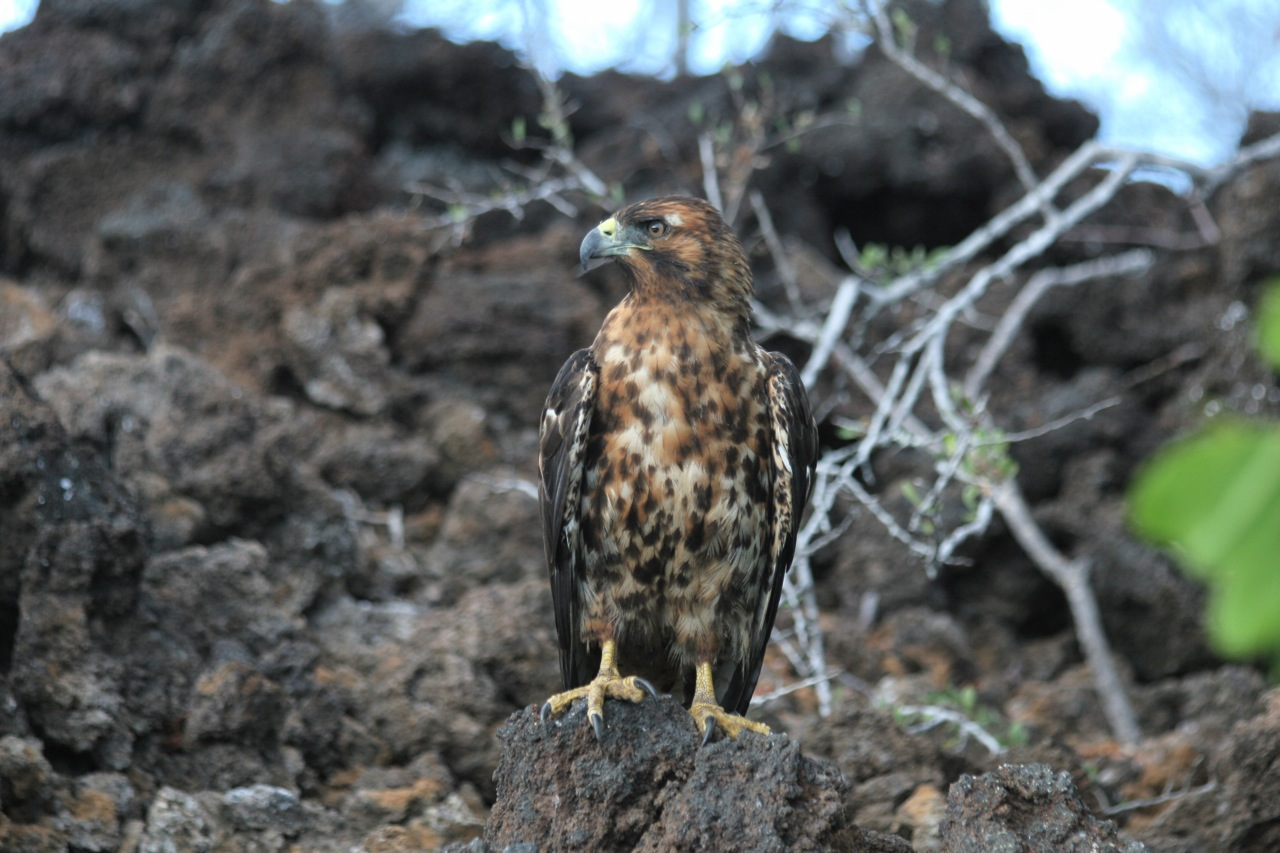